# نگهبان وطن (فیلم)
نگهبان وطن (به هندی: Watan Ke Rakhwale) فیلمی محصول سال ۱۹۸۷ و به کارگردانی تاتیننی راما رائو است. در این فیلم بازیگرانی همچون آشوک کومار، سونیل دات، درمندرا، میتون چاکرابورتی، سری دوی، موشومی چاترجی، پریم چوپرا، پانت ایثار، شاکتی کاپور، قادرخان ایفای نقش کرده‌اند.